# COVID-19-Pandemie in Ungarn
Die COVID-19-Pandemie in Ungarn tritt seit März 2020 als regionales Teilgeschehen des weltweiten Ausbruchs der Atemwegserkrankung COVID-19 auf und beruht auf Infektionen mit dem Ende 2019 neu aufgetretenen Virus SARS-CoV-2 aus der Familie der Coronaviren. Die COVID-19-Pandemie begann im Dezember 2019 in der chinesischen Metropole Wuhan, Provinz Hubei und verbreitete sich fast weltweit. Am 11. März 2020 stufte die Weltgesundheitsorganisation (WHO) das Ausbruchsgeschehen des neuartigen Coronavirus als Pandemie ein.
Im Herbst 2020 begann in allen europäischen Ländern eine zweite COVID-19-Welle. Ministerpräsident Viktor Orbán kündigte am 9. November 2020 einen 30-tägigen Lockdown an.

## Verlauf
Am 4. März 2020 wurden die ersten positiv getesteten COVID-19-Fälle in Ungarn bekanntgegeben. 
Am 15. März 2020 wurde der erste COVID-19-Todesfall in Ungarn bestätigt. Seit dem 18. März 2020 wird das Virus in allen Teilen Ungarns nachgewiesen.

## Rechtliche Maßnahmen
Die ungarische Regierung unter Ministerpräsident Orbán erklärte am 11. März 2020 den Notstand, wodurch die Regierung deutlich erweiterte Rechte bekam. Dieser Status darf in Ungarn höchstens 15 Tage dauern, danach muss er vom Parlament bestätigt werden. Versammlungen mit mehr als 100 Teilnehmern wurden verboten und sportliche Ereignisse, die mehr als 500 Zuschauer anziehen könnten, mussten hinter geschlossenen Türen stattfinden. Am 16. März wurden die Maßnahmen ausgeweitet; sämtliche Veranstaltungen wurden verboten und die Öffnungszeiten von Cafés und Restaurants stark eingeschränkt. Menschen ohne ungarische Staatsbürgerschaft durften nicht nach Ungarn einreisen. Am 16. Juni 2020 beschloss das Parlament, den Notstand zu beenden.

### Gesetz vom 30. März 2020
Am 20. März 2020 reichte die ungarische Justizministerin Judit Varga ein Gesetz beim ungarischen Parlament ein, das der Regierung weitreichende Sonderrechte zur Bekämpfung der Pandemie gibt und den nationalen Notstand zeitlich entfristet. Es enthält ebenfalls Änderungen am Strafrecht, die langjährige Haftstrafen für die Verbreitung von Falschinformationen über die Pandemie oder die Verletzung von Quarantänevorschriften vorsehen, und suspendiert alle Wahlen außer der Parlamentswahl, die regulär 2022 zum nächsten Mal stattfinden sollte. Die Regierung bat die Opposition um Zustimmung zu dem Gesetz. Diese zeigte sich offen, wollte aber nur bei einer neunzigtägigen Befristung der Sonderrechte zustimmen, weil sie eine indefinite, diktatorische Herrschaft und die Ausschaltung der freien Presse befürchtete. Die Regierung lehnte eine Befristung des Gesetzes als nicht sinnvoll ab, da nicht absehbar sei, wie lange die Pandemie noch anhalten werde. Der Fraktionsvorsitzende der Regierungspartei Fidesz, Máté Kocsis, erklärte, man werde das Gesetz zur Not auch ohne die Opposition verabschieden.
In einem Meinungsbeitrag auf der regierungskritischen Internetplattform Index legte der Staatssekretär der Staatskanzlei Balász Orbán ausführlich die Begründung der Regierung für das Gesetz dar. Er argumentierte unter anderem, die COVID‐19‐Pandemie sei eine außergewöhnliche Situation, die das Land mit seinem üblichen Regelwerk nicht bewältigen könne. Eine Befristung der Maßnahmen sei eine schlechte Idee, da das Parlament aufgrund der Verbreitung der Krankheit möglicherweise bald nicht mehr in der Lage sein werde, Beschlüsse zu fassen. Der Leiter der Staatskanzlei, Gergely Gulyás, bezichtigte Teile der Opposition, unverantwortlich zu handeln und „dem Virus zuzujubeln“.
Die Opposition fürchtete unterdessen, dass die Regelungen gegen Falschmeldungen ihnen freundlich gesinnte Presse gefährden könnte, da diese von Seiten der Regierung immer wieder bezichtigt wurde, falsche Nachrichten zu verbreiten, und rief zu gemeinsamen Gesprächen über das Gesetz zwischen allen sieben Fraktionen auf. Máté Kocsis signalisierte hier ein Entgegenkommen, weil die Verbreitung von Panik nicht direkt Menschenleben gefährde. Auch eine Reihe von Bürgerrechtsorganisationen, namentlich Amnesty International Hungary, das Eötvos‐Károly‐Institut, das Ungarische Helsinki‐Komitee und die Ungarische Bürgerrechtsunion, kritisierten in einer gemeinsamen Erklärung vom 22. März den Vorschlag der Regierung als verfassungswidrig und forderten die Einhaltung der Rechtsstaatlichkeit sowie eine Befristung der Maßnahmen.
Am 23. März 2020 scheiterte der Versuch der Regierung, das Gesetz in einem beschleunigten Verfahren zu verabschieden, da die dafür nötige Vierfünftelmehrheit nicht erreicht wurde. 137 Abgeordnete stimmten für das schnellere Verfahren, darunter die der Koalition aus Fidesz und KDNP sowie der Vertreter der Deutschen Minderheit und vier fraktionslose Abgeordnete der nationalistischen Unser‐Heimatland‐Bewegung. 52 Abgeordnete aus den übrigen Parteien stimmten dagegen. Daraufhin beantgragte die Regierung, das Gesetz mit besonderer Dringlichkeit zu behandeln, wodurch die Abstimmung bereits nach sechs Tagen möglich ist. Dieser erforderte nur eine Zweidrittelmehrheit und konnte mit 152 zu 31 Stimmen angenommen werden; er wurde auch von der Oppositionspartei Jobbik unterstützt.
Am 30. März 2020 stimmte das ungarische Parlament mit 137 zu 53 Stimmen für das Gesetz Nr. XII/2020 zum Schutz vor dem Coronavirus, das von der Regierung am 20. März eingereicht wurde, womit die nötige Zweidrittelmehrheit erreicht war. Ungarns Staatspräsident János Áder unterschrieb es noch am selben Tag. Damit ist die Regierung autorisiert, Maßnahmen zur Bekämpfung der Pandemie per Dekret, d. h. ohne Parlament, zu erlassen. Das Parlament behält jedoch weiterhin seine Gesetzgebungskompetenz und ist jederzeit in der Lage, die Rechte der Regierung wieder zurückzunehmen, indem es den Notstand für beendet erklärt. Außerdem ist die Regierung verpflichtet, den Parlamentspräsidenten und die Führer der Fraktionen über Maßnahmen zu unterrichten.

#### Reaktionen aus der Politik
Regierungssprecher erklärten, die Regierung habe nicht die Absicht, die Pressefreiheit einzuschränken. Nach der Unterzeichnung des Gesetzes veröffentlichte Präsident Áder eine Erklärung, in der er die Maßnahmen verteidigte. Er sagte, das Mandat der Regierung gelte nur zur Bekämpfung des Virus und sei problemlos widerrufbar, weshalb es in Einklang mit Verfassung und internationalem Recht stehe. Er rief außerdem die Parteien auf, die Zeit der Krise nicht zur politischen Profilierung zu nutzen.
Der Vorsitzende der oppositionellen Jobbik-Partei, Péter Jakab, kritisierte die Maßnahme. Er sagte, in Ungarn werde die „Demokratie in Quarantäne genommen“. und die Verabschiedung des Gesetzes sei die „Krönung Viktor Orbáns“.

#### Reaktionen aus der Presse
Der Leiter des Fidesz‐nahen Forums für zivile Zusammenarbeit, Lászlo Csizmadia, beschuldigte in der konservativen Zeitung Magyar Hírlap linke EU‐Eliten und die ungarische Opposition einer koordinierten Attacke gegen Viktor Orbán. Sie seien selbst nicht willens, das Coronavirus effektiv zu bekämpfen, und versuchten daher, Orbán zu sabotieren, ohne den Willen der Mehrheitsbevölkerung zu respektieren. Das Verhalten der Opposition sei Landesverrat. 
Tamás Fricz, ein Politikwissenschaftler und Journalist der regierungsfreundlichen Magyar Nemzet, äußerte Anfang April 2020 die Vermutung, der Widerstand gegen das Gesetz der Regierung wäre von einem Netzwerk aus von George Soros finanzierten Nichtregierungsorganisationen und linken, liberalen und EVP‐Abgeordneten des Europäischen Parlaments orchestriert worden. Die europäische Kritik an Ungarn sei vergleichbar mit dem Friedensvertrag von Trianon, der die Sezessionen aus dem Königreich Ungarn während des Ersten Weltkriegs besiegelt hatte – in beiden Fällen hätte sich eine Koalition aus europäischen Politikern, globalen Medien und von Freimaurern beeinflussten Investoren gegen Ungarn verschworen, um das Land auszunutzen. Fricz bezeichnete den Versuch, sich gegen die Angriffe zu wehren, als zwecklos und forderte, Ungarn solle sich neue geopolitische Verbündete suchen.
John O’Sullivan, der Präsident des Donau‐Instituts, einer rechten ungarischen Denkfabrik, äußerte Anfang April in einem Meinungsartikel gemischte Gefühle über das Gesetz. Er befürworte zwar die neuen Rechte der Regierung, da die außergewöhnliche Situation sie erfordere, denke aber, dass die Strafen für Verbreitung von Falschinformationen und Missachtung der Quarantäne zu weit gingen. Verfassungsrechtlich sei das Gesetz nicht zu beanstanden, da durch das Verfassungsgericht und die Möglichkeit der Rücknahme der Sonderrechte genug Schutzmechanismen gegeben seien; daher sei auch die Bezeichnung als „Ende der Demokratie“ falsch. Allerdings hält O’Sullivan das Fehlen einer Befristung für einen eklatanten Fehler, da sie die Regierung deutlich kontrollierbarer gemacht und das politische Klima heruntergekühlt hätte. Die Rufe von „der ersten Diktatur der Europäischen Union“ wären mit Befristung nie passiert; so könnten sie für Orbáns Regierung gefährlich werden. Der linke Kommentator János Kárpáti vermutete in der Wochenzeitung 168 Óra, dass die Bevölkerung der Regierung nicht traue, ihre neuen Kräfte nicht zu missbrauchen, und sagte, dass dieser Glaube auch gerechtfertigt sei. Er denke, dass das Ende des Ausnahmezustands politisch und nicht wissenschaftlich entschieden werden werde. Das Argument der Regierung gegen eine Befristung, dass das Parlament möglicherweise nicht mehr beschlussfähig sein könne, nannte Kárpáti unrealistisch. Er rief das ganze politische Spektrum zur Kooperation auf.
Péter Németh kritisierte das Gesetz in der sozialdemokratischen Zeitung Népszava scharf. Er beschuldigte die Regierung, jegliche Kritik an ihr als „liberalen Mainstream“ abzutun und der Europäischen Union die Hinderung Ungarns an sinnvollen Maßnahmen gegen die Epidemie vorzuwerfen, um die Ablehnung der EU in der Bevölkerung zu schüren und einen Austritt Ungarns aus dem Staatenverbund vorzubereiten. Er kritisierte außerdem Orbáns Partei Fidesz, willenlose Gefolgsleute ohne eigene Impulse zu sein. János Széky sieht in dem Vorgehen der Regierung den letzten Schritt zur Ausrottung der ungarischen Demokratie, wie er in Élet és Irodalom schrieb. Die Panik um das Coronavirus komme Orbán sehr gelegen, um dieses Ziel zu verwirklichen. Die satirische Wochenzeitung Magyar Narancs veröffentlichte ein Editorial, in dem Viktor Orbán als megalomanisches, aggressives Kind dargestellt wird, das die Epidemie nutze, um sich als Retter der Nation zu inszenieren, während es sich in der EU immer weiter isoliert. Die Zeitung mutmaßte, dass Orbán sich im Falle einer niedrigen Todesrate als Held darstellen werde, um die nächsten Wahlen zu gewinnen, und ansonsten die Schuld auf die Opposition schieben werde, da sie seine erweiterten Rechte nicht sofort zugelassen hatte. Von der ungarischen Bevölkerung seien keine Proteste zu erwarten, da sie „hypnotisiert“ sei und am „Stockholm‐Syndrom“ leide.

#### Internationale Reaktionen
Auch vonseiten verschiedener EU-Mitgliedsstaaten gab es Kritik am „Ermächtigungsgesetz“ für Orbán, der sich in der Vergangenheit als Vertreter einer „illiberalen Demokratie“ charakterisiert hatte. Einzelne Politiker forderten, Ungarn in „politische Quarantäne“ zu stellen und Orbáns Fidesz aus der Europäischen Volkspartei (EVP) auszuschließen. Die Mitgliedschaft der Partei ist bereits suspendiert. EU‐Kommissionspräsidentin Ursula von der Leyen warnte die Mitgliedsstaaten vor unverhältnismäßigen Krisenmaßnahmen und kündigte an, die Kommission werde die Gesetzgebung der Länder genau beobachten, ohne Ungarn explizit zu erwähnen.
13 Mitgliedsparteien der Europäischen Volkspartei, darunter die Neue Demokratie aus Griechenland und die Nationale Sammlungspartei aus Finnland, unterzeichneten am 2. April 2020 einen Brief an EVP‐Präsident Donald Tusk und den EVP‐Fraktionsvorsitzenden Manfred Weber, in dem der Ausschluss von Fidesz aus Partei und Fraktion gefordert wurde. Dem schloss sich am 7. April auch die polnische Bürgerplattform an. Orbán wandte sich daraufhin an einige Parteiführer der EVP mit der Bitte, den Ausstoß der Fidesz nicht zuzulassen. In einem Brief an die CDU‐Vorsitzende Annegret Kramp‐Karrenbauer bat er beispielsweise, „Tusk zu […] überzeugen, die Saat der Spaltung innerhalb unserer politischen Familie nicht länger zu säen“.
Das niederländische Außenministerium veröffentlichte am 1. April eine gemeinsame Erklärung von Belgien, Bulgarien, Zypern, Dänemark, Estland, Finnland, Frankreich, Deutschland, Griechenland, Irland, Italien, Lettland, Litauen, Luxemburg, den Niederlanden, Portugal, Rumänien, Spanien und Schweden, die Besorgnis über die Gefährdung von Demokratie und Rechtsstaatlichkeit durch zu starke Notmaßnahmen ausdrückte, aber Ungarn nicht explizit ansprach. Ungarn trat der Erklärung am 2. April 2020 auch selbst bei. Der ehemalige Präsident des Europäischen Parlaments Martin Schulz und weitere Stimmen forderten, die Finanzierung Ungarns durch die EU einzustellen, da der Staat die Demokratie aushöhle. Luxemburgs Außenminister Jean Asselborn forderte den Ausschluss Ungarns aus EU‐Ministerräten.

### Gesetz vom April 2021
Im April 2021 beschloss das Kabinett Orbán IV, dass das Gesundheitsministerium den Zugang der Presse zu Krankenhäusern und Impfzentren kontrolliert. Ein Gericht in Budapest erklärte dies am 2. Februar 2022 für gesetzwidrig: nur die Direktoren der jeweiligen Krankenhäuser hätten dieses Recht. Die Regierung veröffentlichte zwei Tage später eine Verordnung, laut der  die Entscheidung, welche Medien diesen Zutritt bekommen, beim Corona-Krisenstab der Regierung liegt.

### Weitere Gesetze
Am 31. März 2020 reichte Zsolt Semjén, der stellvertretende Ministerpräsident Ungarns und Vorsitzender von Orbáns Koalitionspartner KDNP, ein umfassendes Gesetzespaket ein, das unter anderem die Antwort auf das Coronavirus erleichtern soll, indem die Rechte von Bürgermeistern eingeschränkt werden. Außerdem sollen die Details zu einer geplanten Eisenbahnstrecke zwischen Budapest und Belgrad klassifiziert werden. Auch Selbstbestimmungsrechte von Universitäten sollen mit dem Gesetz, das nicht über die neuen Kräfte der Regierung verabschiedet wird, vermindert und eine rechtliche Änderung des Geschlechts nach der Geburt unmöglich gemacht werden. Vor allem letztere Änderung wurde als falsche Prioritätensetzung in der Zeit der Pandemie kritisiert.
Die nationale Opposition und eine große Zahl von Kommunalpolitikern, auch von Fidesz, kritisierten die Pläne zu Bürgermeistern scharf. Der stellvertretende Fraktionsvorsitzende der Demokratischen Koalition, Gergely Arató, sagte, die Pläne würden die demokratische Wahl der Bürger der Städte ignorieren. Péter Márki‐Zay, der parteilose Bürgermeister von Hódmezővásárhely, kritisierte, das Gesetz „widerspreche aller Logik“ und werde die Effektivität der Maßnahmen gegen das Virus verringern. Auch Budapests PM‐Bürgermeister Gergely Karácsony nannte das Vorhaben sinnlos. Daraufhin nahm die Regierung die Pläne wieder zurück. Staatskanzleichef Gulyás erklärte, die Regierung wolle „größtmöglichen, Parteigrenzen überschreitenden Zusammenhalt“ und habe daher Abstand von dem Plan genommen.

## Statistik
Die Fallzahlen entwickelten sich während der COVID-19-Pandemie in Ungarn wie folgt:

### Infektionen

Bestätigte Infizierte nach Daten der WHO. Oben kumuliert, unten Tageswerte

### Todesfälle

Bestätigte Todesfälle nach Daten der WHO. Oben kumuliert, unten Tageswerte